# Nicko McBrain
Nicko McBrain, de son vrai nom Michael Henry McBrain (né le 5 juin 1952 à Londres), est un batteur britannique, principalement connu pour avoir été membre du groupe de heavy metal britannique Iron Maiden, de 1982 à 2024.

## Biographie
Son premier groupe professionnel est Streetwakers, puis il joue dans le Pat Travers Band et diverses formations, dont Lionheart, où figurait l'ancien guitariste d'Iron Maiden Dennis Stratton. Il enregistre Marche ou crève avec Trust, qu'il quitte en août 1982 pour rejoindre Iron Maiden (Clive Burr, lui-même membre d'Iron Maiden fait le trajet inverse au même moment pour intégrer Trust). En 1982, Dave Murray dit au sujet du groupe Trust et de Nicko McBrain « Ils étaient tous Français, et Nicko est un Anglais pur jus de haricots et sur scène il se donnait a 110 %, alors il a passé pas mal de temps avec nous et nous avons appris à le connaître. »
Le premier album qu'il a enregistré avec Iron Maiden est Piece of Mind en 1983.
C'est dans l'album Dance of Death (2003), que McBrain livre sa première composition personnelle : New Frontier.
McBrain a également des activités annexes liées à son instrument de prédilection. Il a par exemple enregistré en 1991 le single Rhythm of the Beast, disque promotionnel pour une marque de batteries, avec le guitariste Dave Murray.
Victime d'un cancer du larynx diagnostiqué en 2020, il annonce en être totalement débarrassé.
En août 2023, il annonce avoir été victime d'un accident vasculaire cérébral en janvier, le contraignant à ne plus jouer certaines parties des morceaux voire des chansons entières d'Iron Maiden sur scène.
Le 7 décembre 2024, Nicko McBrain annonce sa décision de ne plus faire de spectacles (prestations de tournées) avec le groupe, après avoir tourné 42 ans avec Iron Maiden. Son dernier concert avec Iron Maiden se déroule le même jour à São Paulo.
En 2025, il fonde Titanium Tart, un groupe de reprise de moreaux d'Iron Maiden.

## «Le petit fou du groupe» (The entertainer of the band)
Nicko se surnomme lui-même « Monsieur Excès-à-tous-les-étages » (Mr Excess All-Areas), ce qui en dit long sur son caractère fantasque. Bien qu'étant un excellent percussionniste — il a un style extrêmement reconnaissable, qui se démarque de celui des autres batteurs de metal — il ne s'est jamais pris au sérieux. Il est aussi un des rares batteurs à jouer pieds nus. Toujours prêt à tourner les choses en dérision, y compris son propre groupe, il enregistre sur les CD de rééditions regroupés sous le nom First Ten Years (édités pour le dixième anniversaire de Iron Maiden en 1990), des parodies de chansons d'Iron Maiden, mélanges de vrais morceaux et de commentaires déjantés. Le sens inné du comique de Nicko, mais aussi sa sensibilité artistique, font dire à Steve Harris : « Il est sans aucun doute l'amuseur du groupe. »

## Équipement
Kit actuel : Batterie British Drum Legend Series. (Depuis Novembre 2019)
- 6″ × 8″  Tom
- 8″ × 8″  Tom
- 10″ × 10″  Tom
- 12″ × 12″  Tom
- 13″ × 13″  Tom
- 14″ × 14″  Tom
- 15″ × 15″  Tom
- 16″ × 16″  Tom
- 18″ × 16″  Floor Tom
- 24″ × 18″  grosse-caisse
- 14″ × 6″ caisse-claire

Cymbales : Paiste
- 15″ Signature Reflector Heavy Full Crash (custom)
- 19″ Signature Reflector Heavy Full Crash
- 16″ Signature Reflector Heavy Full Crash
- 20″ Signature Reflector Heavy Full Crash
- 18″ Signature Reflector Heavy Full Crash
- 14″ Signature Heavy Hi-Hat (Reflector Finish) (custom)
- 13″ Formula 602 Heavy Bell
- 22″ Signature Reflector Bell Ride « Powerslave »
- 17″ RUDE Crash/Ride
- 20″ Signature Crash (prototype)
- 22″ Signature Reflector Heavy Full Crash
- 22″ Signature Reflector Heavy China (custom)
- 40″ Symphonic Gong (Custom Brilliant Finish)

Côté hardware (pédales de grosse caisse, stands de hi-hats…), il est chez l'Américain DW.
Nicko McBrain a été fidèle à la marque de batterie allemande Sonor pendant de très nombreuses années mais il a récemment[Quand ?] changé pour British Drum.